# Gymnopaxillus vestitus
Gymnopaxillus vestitus är en svampart som beskrevs av Claridge, Trappe & Castellano 2001. Gymnopaxillus vestitus ingår i släktet Gymnopaxillus och familjen Serpulaceae.   Inga underarter finns listade i Catalogue of Life.